# ژان-ایو لو دروف
ژان-ایو لو دروف (انگلیسی: Jean-Yves Le Déroff؛ زادهٔ ۱۵ سپتامبر ۱۹۵۷) قایقران قایق بادبانی اهل فرانسه است.